# کانفینز
کانفینز (به پرتغالی: Confins) یک منطقهٔ مسکونی در برزیل است که در میناز ژرایس واقع شده‌است. کانفینز ۴۲٬۰۰۸ کیلومتر مربع مساحت و ۶٬۸۰۰ نفر جمعیت دارد.